# Small Hands
Aaron "Small Hands" Thompson, född 25 juni 1982 i San Diego, är en amerikansk porrskådespelare och musiker. Han introducerades i porrbranschen 2013, via sin dåvarande flickvän och sedermera hustru Joanna Angel (2016–2025), och är i branschen känd under artistnamnet Small Hands.

## Biografi

### Bakgrund
Thompson föddes och växte upp i San Diego, där hans far verkade som präst inom en lokal baptistförsamling. I tidig ålder diagnosticerades Thompson med Tourettes syndrom.

### Pornografisk karriär
Thompson blev bekant med Joanna Angel 2010. Hon introducerade honom till branschen och har därefter som regissör ofta producerat videor med honom, för sitt dåvarande bolag Burning Angel. Han inledde sin verksamhet i porrbranschen 2013 och har fram till 2025 deltagit som skådespelare i drygt 1 500 inspelningar. Han står dessutom som regissör för minst fyra filmer.d 
2018 sade Angel att hon minskat sitt arbete som porrskådespelare till ett drygt halvdussin scener/filmer per år, medan Small Hands då medverkade i uppemot ett femtontal scener/filmer per månad. 2020 tecknade han ett exklusivt kontrakt med bolaget Brazzers. Fram till tidigt 2025 har hans medverkan i pornografiska filmer visats 460 miljoner gånger på Pornhub och över 270 miljoner gånger hos konkurrenten XVideos. Han valdes 2018 till Male Performer of the Year vid XBiz-galan, och både 2020 och 2021 erhöll han motsvarande utmärkelse vid AVN-galan.
Small Hands har även deltagit i produktioner vid sidan av den pornografiska branschen. 2016 spelade han och Angel ett äkta par i skräckfilmen Love Is Dead, skriven och regisserad av skräckfilmsregissören Jerry Smith. 2018 deltog han i inspelningen av den svenska dramafilmen Pleasure, där han bland annat medverkade i flera scener tillsammans med Sofia Kappel.

### Övriga aktiviteter
Thompson är också sångare och musiker. I slutet av 1990-talet spelade han med det lokala bandet Stranger's Six, innan han tog över som basist för det melodiska punkbandet Fenix TX från Houston. Han är multiinstrumentalist och skriver elektronisk drömpop med inspiration från Depeche Mode och Sisters of Mercy. 2020 kom hans första egna album Demons. 2021 gav han ut den sex låtar långa EP:n Age of Regret med gitarrdriven punkrock, en hemmaproduktion gjord under covid-19-pandemin och med hjälp av Jaime Preciado från Pierce the Veil och Ben Weinman från Dillinger Escape Plan.

## Privatliv

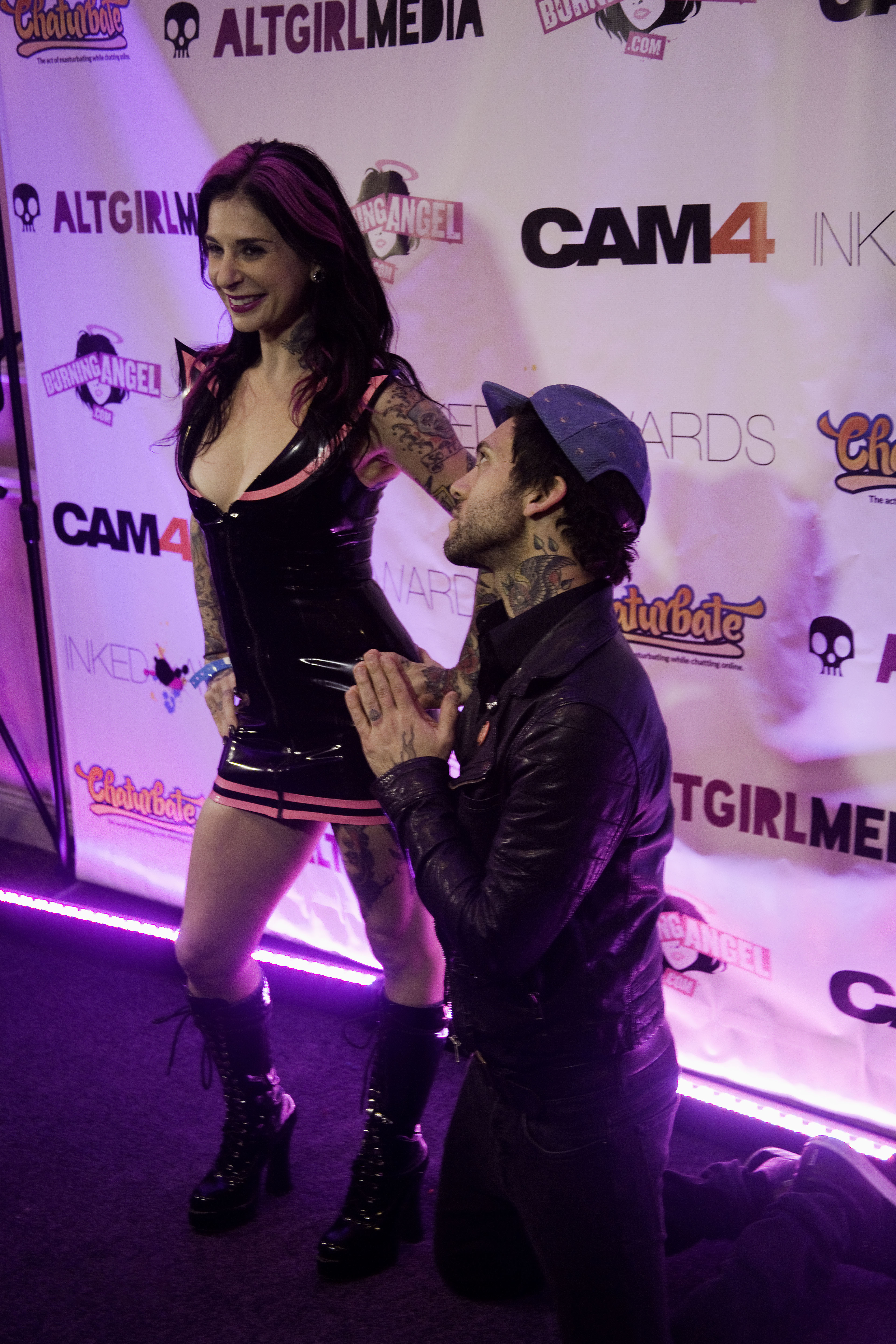
Joanna Angel och Small Hands 2015.

Thompson var gift med Joanna Angel mellan 2016 och 2025.

## Utmärkelser (urval)[5]
- 2018 – XBiz Award för Best Sex Scene – All-Sex Release (Axel Braun's Brown Sugar), Best Supporting Actor (Half His Age: a Teenage Tragedy) och Male Performer of the Year
- 2019 – XBiz Award för Best Sex Scene – Comedy Release (Metal Massage) och Best Sex Scene – Feature Movie (Trailer Park Taboo)
- 2020 – AVN Award för Male Performer of the Year
- 2020 – XBiz Award för Best Sex Scene – Erotic-Themed (Her and Him) och Best Sex Scene – Comedy (3 Cheers for Satan)
- 2021 – AVN Award för Male Performer of the Year
- 2021 – XBiz Award för Best Sex Scene – Vignette (Lewd)
- 2022 – AVN Award för Best Trans Group Sex Scene (Succubus Part 4) och Mainstream Venture of the Year